# Višera (affluente della Kama)
La Višera (in russo Вишера?) è un fiume della Russia europea orientale (territorio di Perm'), affluente di sinistra della Kama (bacino idrografico del Volga).
Nasce dal versante occidentale degli Urali settentrionali, scorrendo dapprima nel pedemonte uraliano con direzione meridionale, parallelamente all'asse centrale della catena; successivamente dirige il suo corso verso occidente, bagnando la città di Krasnovišersk (il maggiore centro urbano toccato dal fiume) e ricevendo gli affluenti Jaz'va da sinistra e Kolva da destra. Sfocia successivamente nella Kama, alcune decine di chilometri a monte della città di Solikamsk, in corrispondenza del piccolo golfo omonimo nel bacino della Kama.
La Višera è gelata, mediamente, da fine ottobre - novembre a fine aprile.
Nel bacino del fiume si rinvengono importanti giacimenti di diamanti.